# Михаил Чулаки
Михаил Иванович Чулаки (рус. Михаи́л Ива́нович Чула́ки; Симферопољ, 19. новембар 1908 — Москва, 29. јануар 1989) био је совјетски руски композитор и учитељ.
Студирао је у класи композитора Владимира Шчербачова на Лењинградском конзерваторијуму, где је дипломирао 1931. Имао је административну и наставничку позицију и на Лењинградском конзерваторијуму (1933–1941, 1944–1948) и предавао је композицију на Московском конзерваторијуму (од 1948. године): међу његовим ученицима на композицији, био је 15-годишњи Мстислав Ростропович, коме је Чулаки много помогао како материјално тако и као уметник. Пре Другог светског рата био је уметнички директор Лењинградске филхармоније.
Од 1963. до 1970. био је уметнички директор Бољшој театра у Москви. Док је био на тој позицији, дао је Ростроповичу први велики посао, да буде диригент на опери Евгеније Оњегињ, Петра Чајковског.
Његов син је био писац Михаил Михаилович Чулаки.